# Corpo Aeronautico Militare
Le Corpo Aeronautico Militare (français : Corps de l'aviation militaire) est la composante aérienne de l'Armée royale italienne à partir du 7 janvier 1915, résultant de la fusion entre le bataillon d'aviateurs volants (avions), le bataillon de spécialistes (dirigeables) et le bataillon de ballonistes (ballons).
Avant la Première Guerre mondiale, l'Italie est un pionnier de l'aviation militaire lors de la guerre italo-turque de 1911 à 1912. Son armée compte également l'un des plus grands théoriciens du monde sur l'avenir de l'aviation militaire, Giulio Douhet ; il fut en grande partie responsable du développement des bombardiers Caproni italiens à partir de 1913. L'Italie a également l'avantage d'une entrée tardive dans la Première Guerre mondiale, ne prenant part aux combats qu'en mai 1915.
L'Italie entre dans la Première Guerre mondiale avec une force aérienne technologiquement comparable à celle du front occidental en 1914. Faute d'avions de chasse, les Italiens ont recours tout au long de la guerre à des avions fournis par les Français soit directement, soit construits sous licence. Les premières forces aériennes sont également terriblement déficientes sur le plan tactique ; fondamentalement, ses avions de combat sont lancés dans les airs que lorsque des avions ennemis étaient repérés au-dessus de leur territoire. Cependant, les bombardiers Caproni deviennent opérationnels, effectuant leurs premières missions le 20 août 1915.
Après la guerre, le Corpo Aeronautico Militare devient la base de la Regia Aeronautica, qui devient le 28 mars 1923 une force aérienne indépendante de l'Armée royale italienne.